# Comuna Pustoivanne, Radîvîliv
Pustoivanne (în ucraineană Пустоіванне) este o comună în raionul Radîvîliv, regiunea Rivne, Ucraina, formată din satele Hai, Husarî, Ivanivka, Pustoivanne (reședința) și Rudnea.

## Demografie
Componența lingvistică a comunei Pustoivanne
     Ucraineană (99,53%)
     Alte limbi (0,47%)
Conform recensământului din 2001, majoritatea populației comunei Pustoivanne era vorbitoare de ucraineană (99,53%), existând în minoritate și vorbitori de alte limbi.